# رؤیا (رمان برولر)
رویا (به فرانسوی: Le Songe) نام یک کتاب ادبی است که توسط ژان برولر، نویسندهٔ اهل فرانسه در سال ۱۹۴۳ نوشته شده‌است. این کتاب یکی از آثار مشهور ادبی جهان است.